# Medeolaria
Medeolaria är ett släkte av svampar. Medeolaria ingår i familjen Medeolariaceae, ordningen Medeolariales, divisionen sporsäcksvampar och riket svampar.
| Medeolaria | \| \| Medeolaria farlowii \| \| \| \| |
|            | \| \| Medeolaria farlowii \| \| \| \| |
|            | Medeolaria farlowii                   |
|            |                                       |

|  | Medeolaria farlowii |
|  |                     |